# Jill Sobule
Jill Sobule (Denver (Colorado), 16 januari 1959 – Woodbury (Minnesota), 1 mei 2025) was een Amerikaanse singer-songwriter. Ze verwierf bekendheid met scherpe, vaak humoristische liedjes over maatschappelijke thema's zoals seksualiteit, mentale gezondheid en sociale rechtvaardigheid.

## Loopbaan
Sobule bracht in 1990 haar debuutalbum Things Here Are Different uit. Ze werkte hierop samen met Todd Rundgren, die het album ook produceerde. Haar doorbraak in de Verenigde Staten volgde in 1995 met het titelloze album Jill Sobule, met hierop de singles I Kissed A Girl en Supermodel.  Dit laatste nummer werd gebruikt in de film Clueless. I Kissed A Girl, niet te verwarren met het gelijknamige nummer dat in 2008 door Katy Perry werd uitgebracht, haalde een notering in de Amerikaanse Billboard Hot 100. 
Ze werkte vanaf ongeveer 1997 samen met de Engelse zanger Lloyd Cole, en maakte deel uit van diens band Lloyd Cole and the Negatives. Sobule schreef de titelsong voor de Nickelodeon-serie Unfabulous.
Vanaf 2022 trad ze op in haar autobiografische musical F*ck 7th Grade. De musical werd in 2023 genomineerd voor een Drama Desk Award.
Sobule stierf in de ochtend van 1 mei 2025 op 66-jarige leeftijd bij een huisbrand in Woodbury, Minnesota.

## Discografie

### Studioalbums
- Things Here Are Different (1990)
- Jill Sobule (1995)
- Happy Town (1997)
- Pink Pearl (2000)
- The Folk Years 2003–2003 (2004)
- Underdog Victorious (2004)
- Jill Sobule Sings Prozak and the Platypus (2008)
- California Years (2009)
- Dottie's Charms (2014)
- Nostalgia Kills (2018)

### Livealbums
- Live at Joe's Pub 2008 (2008)
- A Day At The Pass (2011)
- The Many Aneeshes of Jill Sobule Live 1995-2025: Slap Happenin' and Storytellin' (2025)

### Compilatiealbum
- I Never Learned To Swim: Jill Sobule 1990-2000 (2001)